# ستراديفاريوس
ستراديفاريوس ماركة ملابس عالمية مشهورة وهي تابعة لمجموعة إنديتكس (Inditex) الإسبانية.